# Omia oberthürii
Omia oberthürii är en fjärilsart som beskrevs av Allard 1867. Omia oberthürii ingår i släktet Omia och familjen nattflyn. Inga underarter finns listade i Catalogue of Life.